# Gènova

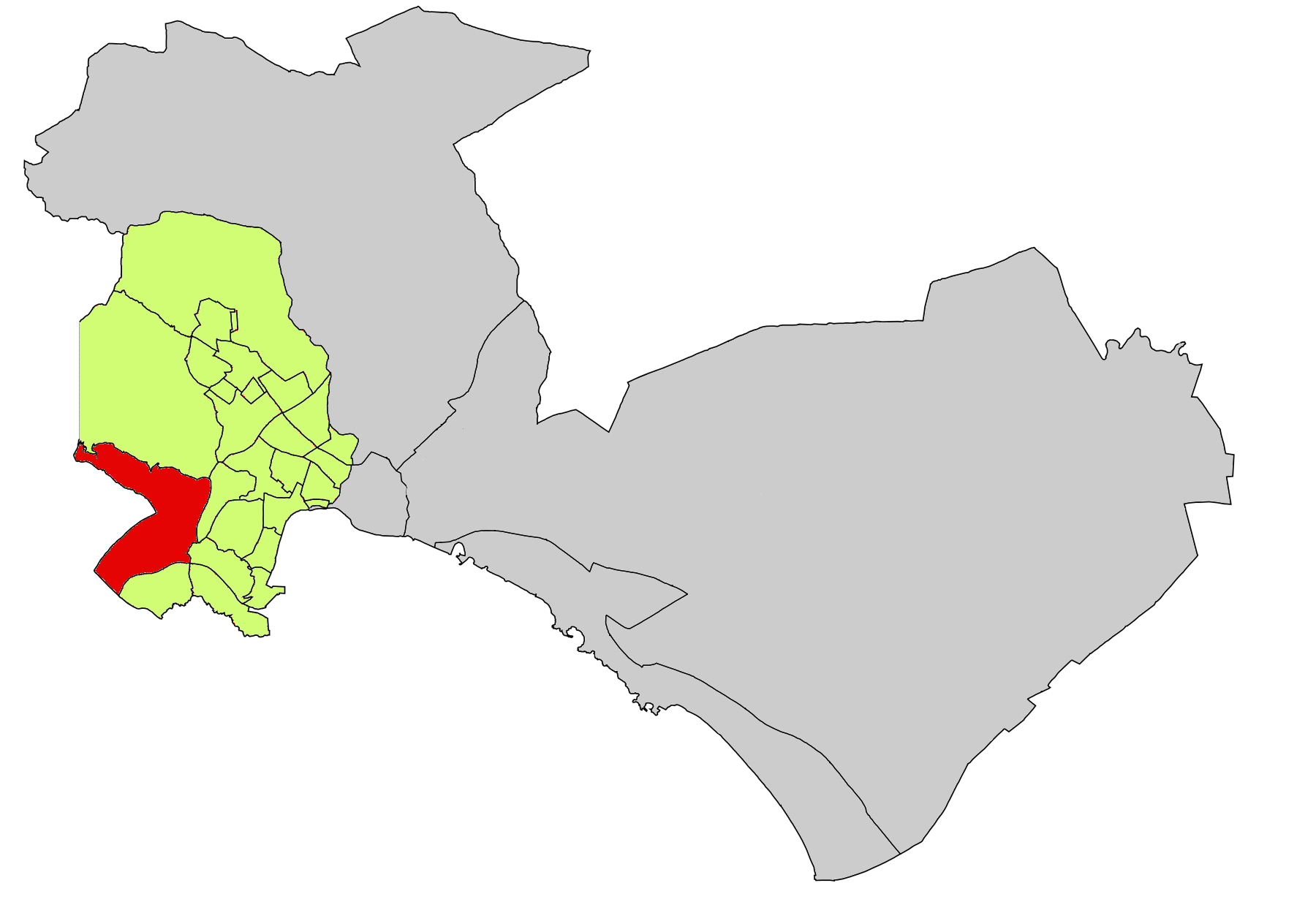
Lage innerhalb Palma de Mallorcas

Gènova ist ein westlich gelegener Stadtteil von Palma an der Autovia (Schnellstraße) MA 1 Palma – Peguera – Andratx, 2 km landeinwärts von Sant Agusti und der Cala Mayor am Fuße der Hochebene Serra de na Burguesa.

## Geschichte
Gènova wurde im 12. und 13. Jahrhundert in historischen Aufzeichnungen als Zentrum der jüdischen Kartografie erwähnt. Abraham Cresques hatte dort seine Werkstatt. Die heutige Pfarrkirche San Salvador wurde im Jahre 1860 erbaut.
Der kleine Ort war schon damals ein bevorzugter Wohnort der wohlhabenden Palmesaner. Hier bauten sie später ihre Wochenendhäuser. 2011 hatte der Ort 4.103 Einwohner.

## Sehenswertes
- Coves de Gènova ist eine naturbelassene öffentlich zugängliche Tropfsteinhöhle. Der Abstieg in die Höhle führt bis in 39 m Tiefe.

## Persönlichkeiten
In Gènova verstarb der spanische Maler und Dichter Jacobo Sureda (1901–1935). Der US-amerikanische Maler Archie Gittes (1903–1991) lebte zwischen 1932 und 1948 im Ort.